# 竹屋
株式会社竹屋（たけや、英: TAKEYA Co.,Ltd.）は、日本の愛知県春日井市に本社を置くパチンコメーカー。

## 概要
主力商品はパチンコ玉の補給システムを始めとするパチンコ島設備で、パチンコ玉の輸送と研磨を同時に行う独自の布ベルト方式が特徴である。
パチンコ機においては、1996年発売のCRモンスターハウスが絶大な人気を誇ったこともあり、その後もモンスターハウスに関連する機種を多数発売している。

## 沿革
- 1935年（昭和10年） - 愛知県碧海郡新川町（現碧南市）においてコリントゲーム遊技場を開設。
- 1946年（昭和21年） - 愛知県半田市で創業。
- 1950年（昭和25年）- 法人化（竹屋商会創立）。
- 1958年（昭和33年） - 株式会社竹屋に改組。

## 主な機種

### 旧要件機（主要機種）
- 1955年 - マジック（初の役物機）
- 1976年 - テレビ付き遊技機
- 1992年 - CRノーザ（初のCR機）
- 1995年 - 迷宮伝説2
- 1996年 - CRモンスターハウス
- 1998年 - スーパージャンパー
- 2000年 - CRわたしがマコちゃん
- 2002年 - CRモンスターマンション2
- 2004年 - CR一休さん

### 現行基準機
| 機種名                                      | 発売年月   | 備考                        |
| ------------------------------------------- | ---------- | --------------------------- |
| CRモンスタービレッジ                        | 2005年10月 | 初の新要件機、SC枠          |
| CR三国覇王伝                                | 2006年11月 | 初の甘デジスペック発売      |
| CRフリテンくん                              | 2007年3月  |                             |
| CRお江戸deモンスター                        | 2008年3月  | 新枠「NS」導入              |
| CRAミニミニモンスター                       | 2008年9月  | 甘デジ専用機種              |
| CR KISSワールドツアー                       | 2008年12月 |                             |
| CRモンスターパーティ プリンセスからの招待状 | 2009年7月  |                             |
| CRモンスターキャッスル                      | 2010年3月  |                             |
| CRAミニミニモンスター2                      | 2010年9月  | 甘デジ専用機種              |
| CR Mr.Bean                                  | 2012年2月  |                             |
| CRAミニミニモンスター3                      | 2012年4月  |                             |
| CR奏光のストレイン                          | 2014年6月  |                             |
| CRミニミニモンスター3.0a Ver.               | 2016年10月 |                             |
| CRaにっぽんど真ん中祭り                     | 2019年3月  |                             |
| Pミニミニモンスター4                        | 2020年7月  | 6段階設定、新枠「SWGT」導入 |
| Pミニミニモンスタードラム                   | 2021年12月 | 遊タイム搭載                |
| P NEOモンスターハウス                       | 2022年12月 | c時短搭載                   |